# Skywalker Sound
Skywalker Sound — американская студия звукозаписи, подразделение кинокомпании Lucasfilm, занимающееся созданием звуковых эффектов, редактированием звука, звуковым дизайном, сведением и звукозаписью. Его основные учреждения расположены в Скайуокер Ранч Джорджа Лукаса в Лукас-Вэлли, недалеко от Никасио, штат Калифорния.

## История
Компания Skywalker Sound была основана под названием Sprocket Systems в Сан-Ансельмо, штат Калифорния. Находясь в Сан-Ансельмо, Sprocket Systems время от времени сотрудничала с местными жителями. Например, жительница Кентфилда Пэт Уэлш была «замечена» во время покупок в магазине фототехники, после чего её голос использовался в фильме «Инопланетянин». Во время записи звуков для фильма «Индиана Джонс: В поисках утраченного ковчега» на автомобильной парковке можно было увидеть Харрисона Форда, оттачивающего технику удара хлыстом.
Sprocket Systems переехала из Сан-Ансельмо после катастрофического наводнения в январе 1982 года. Компания сменила название на Skywalker Sound в 1987 году после того, как переехала в Скайуокер Ранч.
Команда звукорежиссёров и аудио-инженеров Skywalker Sound номинировалась на премию «Оскар» за лучший звук и лучший звуковой монтаж ежегодно, начиная со «Звёздных войн», вышедших в 1977 году; в том году Бен Бёртт получил премию «Оскар» за особые достижения, поскольку категория для звукомонтажа еще не существовала. Суммарно студия получила 15 наград Академии и была номинирована 62 раза.